# Jessica Hynes
Tallulah Jessica Elina Hynes (nacida Stevenson; Lewisham, Inglaterra; 30 de octubre de 1972) es una actriz, directora y escritora británica. Hasta 2007 fue conocida profesionalmente como Jessica Stevenson, fue una de las creadoras y escritoras de la comedia Spaced, y ha trabajado escribiendo y actuando durante más de dos décadas, mayoritariamente para televisión, aunque también ha tenido papeles en el cine.
Hynes ha sido nominada al premio Tony, al Laurence Olivier Award, a cinco BAFTAs (ganando dos), y a tres British Comedy Awards (ganando dos).
Es embajadora de la organización caritativa Action for Children, y organizó el concierto Haiti Kids Kino, junto a su amiga Julia Davis, donando £4.000.

## Biografía
Hynes nació en Lewisham, al sur de Londres, y creció en Brighton, donde asistió al St Luke's Infant and Junior Schools y posteriormente al Dorothy Stringer High School.
En su adolescencia, Hynes formó parte de la compañía National Youth Theatre, con la que debutó en 1990 en la obra Blitz, de Lionel Bart.

## Trayectoria
En 1992-1993 hizo una temporada en el West Yorkshire Playhouse de Leeds. Ese mismo año, apareció en la película de Peter Greenaway de 1993 The Baby of Mâcon, interpretando a la primera comadrona. En 1994, Hynes apareció como extra sin acreditar en el primer episodio de The Day Today en el segmento Attitudes Night, una parodia de las actitudes cambiantes del Reino Unido representadas a través de programas de televisión, Hynes aparece en el segmento Kiddystare, una parodia de Minipops.
Al principio de su carrera formó equipo con la futura coprotagonista de Spaced, Katy Carmichael, en un doble acto cómico llamado Liz Hurleys, y apareció en dos producciones en el Crucible Theatre de Sheffield, e interpretó papeles en televisión en el drama de enfermería Staying Alive (1996-1997) y en los programas de sketches de corta duración Six Pairs of Pants, (Un)natural Acts y Asylum, donde se reunió por primera vez el equipo de Spaced (Stevenson, Simon Pegg y Edgar Wright). En 1997 participó en el primer episodio de Midsomer Murders. De 1998 a 2000, Hynes interpretó el papel secundario de Cheryl en la exitosa comedia de situación The Royle Family y repitió el papel en episodios especiales en 2006, 2009 y 2010. En 1999, coescribió y protagonizó Spaced.
Debutó en el teatro londinense en abril de 2002, interpretando a la dura ex presidiaria "Bolla" en la obra The Night Heron, de Jez Butterworth, en el Royal Court. En 2004 interpretó un pequeño papel como Yvonne en la comedia de terror Shaun of the Dead, de nuevo con Pegg y Wright. Ese mismo año, interpretó a Magda, amiga del personaje principal, en la secuela de Hollywood El diario de Bridget Jones 2, también llamada El diario de Bridget Jones: The Edge of Reason. En 2005, Hynes asumió el papel principal en la comedia de la BBC One According to Bex (que le pareció tan mala que despidió a su agente por haberla propuesto), y tuvo un papel protagonista en la comedia británica Confetti junto a Jimmy Carr, Martin Freeman y Mark Heap.
A principios de 2007, Hynes tuvo un papel principal en la película Magicians, que protagonizó junto al dúo de cómicos David Mitchell y Robert Webb. Puso la voz de Mafalda Hopkirk en Harry Potter y la Orden del Fénix. Hynes interpretó a Joan Redfern en los episodios de 2007 de Doctor Who "Human Nature" y "The Family of Blood". Luego apareció en la segunda parte de la historia "The End of Time", interpretando a un personaje llamado Verity Newman, que es la bisnieta de Joan. Hynes apareció en la aventura de audio del Octavo Doctor de Big Finish "Invaders from Mars", con su colega de Spaced Simon Pegg. Protagonizó Son of Rambow (acreditada como Jessica Stevenson), interpretando a Mary Proudfoot frente a la estrella de la película, Bill Milner. En noviembre de 2007, la BBC One estrenó Learners, una comedia dramática para televisión que Hynes protagonizó y escribió.
Hynes coescribió el piloto Phoo Action, basado en los dibujos animados de Jamie Hewlett, que se emitió en BBC Three a principios de 2008. Ese mismo año, Hynes apareció en la película Faintheart y en una reposición de The Norman Conquests, de Alan Ayckbourn, en el Old Vic. En 2009 debutó en Broadway en el traslado de la obra y fue nominada a un premio Tony por su interpretación. Hynes declaró que planeaba seguir una carrera en solitario como comediante y que estaba trabajando en un libro para niños, Ants in the Marmalade. Ese mismo año, volvió al Royal Court en The Priory, una nueva obra de Michael Wynne.

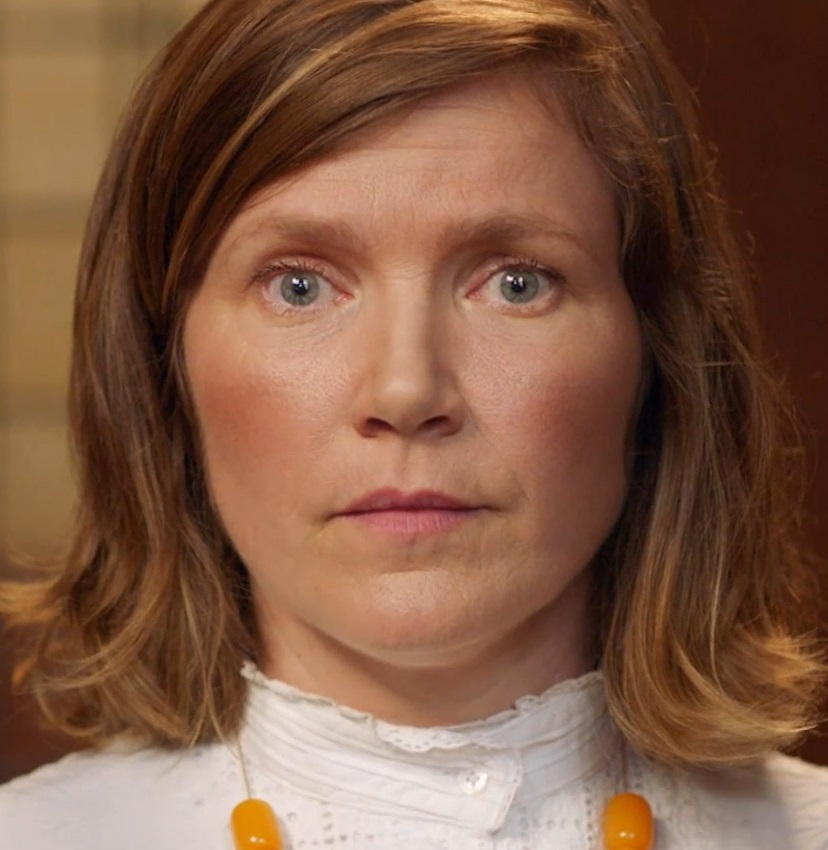
Hynes en 2016.

Hynes interpretó a Siobhan Sharpe, una persona de relaciones públicas "muy acertada", en la sátira centrada en los Juegos Olímpicos de Londres Twenty Twelve, cuya primera serie se emitió en la BBC Four en 2011 y se trasladó a la BBC Two en la primavera de 2012. En julio de 2012 se emitió otra serie. Volvió a interpretar el papel en la serie de 2014 W1A, por la que ganó un BAFTA. En octubre de 2012, lanzó un dúo con el cantante Anthony Strong de Laughing in Rhythm de Slim Gaillard. Al mes siguiente, Hynes apareció en la película Nativity 2: Danger in the Manger, en la que interpreta a la presentadora del concurso Angel Matthews. En diciembre de 2012 apareció junto a su coprotagonista Hugh Bonneville en Las carreteras más peligrosas del mundo, viajando por Georgia.
En 2017, Hynes interpretó el papel de un caballero medieval en la reposición de la serie El laberinto de cristal y a Emmeline Pankhurst en la versión británica de Drunk History. Ese mismo año, Hynes dirigió su primer largometraje, The Fight, producido por Noel Clarke y Jason Maza. En 2018, Hynes interpretó el papel de una madre en el programa de la BBC Four There She Goes. La protagoniza junto a David Tennant, criando a una hija con una grave discapacidad de aprendizaje. Se basa en la vida real del escritor Shaun Pye, cuya hija nació con un trastorno cromosómico. También en 2018, interpretó el personaje de 'Marv' en la serie en línea Jack and Dean of All Trades, que se emitió durante dos temporadas en Fullscreen y, posteriormente, en el canal de YouTube de Jack and Dean tras el cierre del servicio de vídeo a la carta de Fullscreen. Al año siguiente, en 2019, protagonizó la producción de la BBC y la HBO Years and Years.

## Filmografía

### Cine
| Año  | Título                                    | Papel                                      |
| ---- | ----------------------------------------- | ------------------------------------------ |
| 1993 | Swing Kids                                | Helga                                      |
| 1993 | The Baby of Mâcon                         | The First Midwife                          |
| 2000 | Born Romantic                             | Libby                                      |
| 2002 | Tomorrow La Scala!                        | Victoria                                   |
| 2002 | Pure                                      | Paramedic                                  |
| 2004 | Shaun of the Dead                         | Yvonne (acreditada como Jessica Stevenson) |
| 2004 | Bridget Jones: The Edge of Reason         | Magda                                      |
| 2006 | Confetti                                  | Sam                                        |
| 2007 | Four Last Songs                           | Miranda                                    |
| 2007 | Son of Rambow                             | Mary                                       |
| 2007 | Magicians                                 | Linda                                      |
| 2007 | Harry Potter and the Order of the Phoenix | Mafalda Hopkirk (voz)                      |
| 2008 | Faintheart                                | Cathy                                      |
| 2010 | Burke and Hare                            | Lucky                                      |
| 2012 | Nativity 2: Danger in the Manger          | Angel Matthews                             |
| 2014 | Pudsey: The Movie                         | Gail                                       |
| 2016 | Swallows and Amazons                      | Mrs Jackson                                |
| 2016 | Bridget Jones's Baby                      | Magda                                      |
| 2017 | The Fight (película)                      | Director                                   |
| 2017 | Paddington 2                              | Miss Kitts                                 |
| 2018 | Alright Now                               | Sara                                       |
| 2018 | Nativity Rocks!                           | Angel Matthews                             |
| 2024 | Seize Them!                               | Leofwine                                   |

### Televisión
| Año       | Título                          | Papel                            | Formato             | Notas |
| --------- | ------------------------------- | -------------------------------- | ------------------- | --- |
| 1994      | The House of Eliott             | Charlotte Parker                 | serie de televisión | temporada 3, episodio 1 |
| 1995      | Six Pairs of Pants              | Various characters               | serie de televisión | |
| 1995      | Tears Before Bedtime            | Maggie                           | serie de televisión | |
| 1995      | Crown Prosecutor                | Jackie South                     | serie de televisión | |
| 1996      | Mash and Peas                   | Varios                           | serie de televisión | |
| 1996      | Asylum                          | Martha & Nurse McFadden          | serie de televisión | |
| 1996      | Staying Alive                   | Alice Timpson                    | serie de televisión | |
| 1997      | Midsomer Murders                | Judith Lessiter                  | serie de televisión | episodio: "The Killings at Badger's Drift" |
| 1997      | Armstrong and Miller            | Varios                           | serie de televisión | temporadas 1–2 |
| 1997      | Harry Enfield and Chums         |                                  | serie de televisión | episodio: "Harry Enfield and His Yule Log Chums" |
| 1998      | Unnatural Acts                  | Varios                           | serie de televisión | episodios 1, 2, 4, 5 |
| 1998      | Merry-Go-Round                  | Alice, the Ayatollah's Assistant | serie de televisión | episodio 1 |
| 1998–2010 | The Royle Family                | Cheryl Carroll                   | serie de televisión | episodios: "Bills, Bills, Bills", "Sunday Afternoon", "Dad's Birthday", "Wedding Day", "Pregnancy", "Antony's Birthday", "Decorating", "Funeral", "The Christening", "The Queen of Sheba", "The Golden Egg Cup", "Joe's Crackers" |
| 1999      | People Like Us                  | Sarah                            | serie de televisión | episodio: "The Estate Agent" |
| 1999-2001 | Spaced                          | Daisy Steiner                    | serie de televisión | escrita junto a Simon Pegg |
| 2001      | Randall & Hopkirk               | Felia Siderova                   | serie de televisión | episodios: "Mental Apparition Disorder", "Drop Dead" |
| 2001      | Bob & Rose                      | Holly Vance                      | serie de televisión | |
| 2001      | Comedy Lab                      | Wife                             | serie de televisión | episodio: "Knife & Wife" |
| 2002      | Dick Whittington                | The Good Fairy                   | telefilme           | |
| 2002      | Black Books                     | Eva                              | serie de televisión | episodio: "Hello Sun" |
| 2005      | According to Bex                | Rebecca 'Bex' Atwell             | serie de televisión | |
| 2006      | Pinochet in Suburbia            | Police Guard                     | telefilme           | |
| 2006      | The Secret Policeman's Ball     | Mrs. Peacock                     | espectáculo         | |
| 2006      | QI                              | Ella misma                       | serie de televisión | episodio: "Domesticity" |
| 2006      | Agatha Christie's Marple        | Aimee Griffith                   | serie de televisión | episodio: "The Moving Finger" |
| 2007      | Doctor Who                      | Joan Redfern                     | serie de televisión | episodios: "Human Nature", "The Family of Blood" |
| 2007      | Learners                        | Bev                              | telefilme           | |
| 2007      | Never Mind the Buzzcocks        | Ella misma                       | serie de televisión | temporada 21, episodio 1 |
| 2010      | Doctor Who                      | Verity Newman                    | serie de televisión | episodio: "The End of Time, Part Two" |
| 2010      | Lizzie and Sarah                | Varios                           | piloto              | |
| 2011–12   | Twenty Twelve                   | Siobhan Sharpe                   | serie de televisión | Ganó el RTS Best Comedy Performance |
| 2011      | Skins                           | Crystal                          | serie de televisión | episodio: "Everyone" |
| 2011      | The Hour                        | Jane Kish                        | serie de televisión | episodio 4 |
| 2012      | One Night                       | Carol                            | serie de televisión | |
| 2012      | World's Most Dangerous Roads    | Ella misma                       | serie de televisión | episodio 2 |
| 2013      | Blandings                       | Daphne Littlewood                | serie de televisión | |
| 2013      | Up the Women                    | Margaret                         | serie de televisión | guion |
| 2013      | Crackanory                      | Storyteller                      | serie de televisión | leyendo "My Former Self" de Holly Walsh |
| 2014—2017 | W1A                             | Siobhan Sharpe                   | serie de televisión | |
| 2014      | Alan Davies: As Yet Untitled    | Ella misma                       | serie de televisión | episodio 2 |
| 2015      | Celebrity Squares               | Ella misma                       | serie de televisión | temporada 2, episodio 2 |
| 2015      | 8 Out of 10 Cats Does Countdown | Ella misma                       | serie de televisión | |
| 2016      | The Keith Lemon Sketch Show     | Mánager                          | serie de televisión | temporada 2: "The Cartoon Job Centre" sketch |
| 2016      | Jack and Dean of All Trades     | Marv                             | serie web           | |
| 2016      | Hooten & the Lady               | Ella Bond                        | serie de televisión | |
| 2017      | The Crystal Maze                | The Knight                       | serie de televisión | |
| 2018      | There She Goes                  | Sophie                           | serie de televisión | 5 episodios |
| 2019      | Years & Years                   | Edith Lyons                      | serie de televisión | 6 episodios |
| 2022      | The Witchfinder                 | Neil y Robert Gibbons            | serie de televisión | 6 episodios |

## Premios y nominaciones
| Año  | Premio                                                              | Trabajo                   | Resultado |
| ---- | ------------------------------------------------------------------- | ------------------------- | --------- |
| 1999 | British Comedy Award for Best Female Comedy Newcomer                | Spaced y The Royle Family | Ganadora  |
| 2001 | British Comedy Award for Best TV Comedy Actress                     | Spaced                    | Ganadora  |
| 2002 | British Academy Television Award for Best Situation Comedy          | Spaced                    | Nominada  |
| 2002 | RTS Television Award for Best Actor - Female                        | Tomorrow La Scala!        | Nominada  |
| 2003 | British Academy Television Award for Best Actress                   | Tomorrow La Scala!        | Nominada  |
| 2003 | Laurence Olivier Award for Best Performance in a Supporting Role    | The Night Heron           | Nominada  |
| 2009 | Tony Award for Best Featured Actress in a Play                      | The Norman Conquests      | Nominada  |
| 2012 | British Comedy Award for Best TV Comedy Actress                     | Twenty Twelve             | Nominada  |
| 2013 | RTS Television Award for Best Comedy Performance                    | Twenty Twelve             | Ganadora  |
| 2013 | British Academy Television Award for Best Female Comedy Performance | Twenty Twelve             | Nominada  |
| 2015 | British Academy Television Award for Best Female Comedy Performance | W1A                       | Ganadora  |
| 2019 | British Academy Television Award for Best Female Comedy Performance | There She Goes            | Ganadora  |